# Piercz Sarkisian
Piercz Aszotowicz Sarkisian (ros. Перч Ашотович Саркисян; ur. 1922, zm. 1970) – radziecki reżyser filmów animowanych, dyrektor artystyczny oraz ilustrator.
Uczestnik II wojny światowej. Pracował w Oknach TASS. W latach 1946-51 studiował w WGIKu. Od 1952 roku dyrektor artystyczny, od 1965 roku reżyser studia Sojuzmultfilm. Pracował w animacji rysunkowej. Był także ilustratorem książek dla dzieci, wykładał na kursach dla scenografów-animatorów.

## Wybrana filmografia

### Reżysera
- 1965 –  Gorący kamień (Горячий камень)
- 1967 – «Кузнец-колдун»

### Scenografia

#### Dyrektor artystyczny
- 1953 – Mężny Pak (Храбрый Пак)
- 1956 – «Аист»
- 1957 – W pewnym królestwie (В некотором царстве)
- 1957 – «Наше солнце»
- 1960 – «Золотое пёрышко»
- 1961 – Cebulek (Чиполлино)
- 1963 – Udziałowiec (Акционеры)
- 1965 – Gorący kamień (Горячий камень)
- 1967 – «Кузнец-колдун»